# Khan Abdul Wali Khan

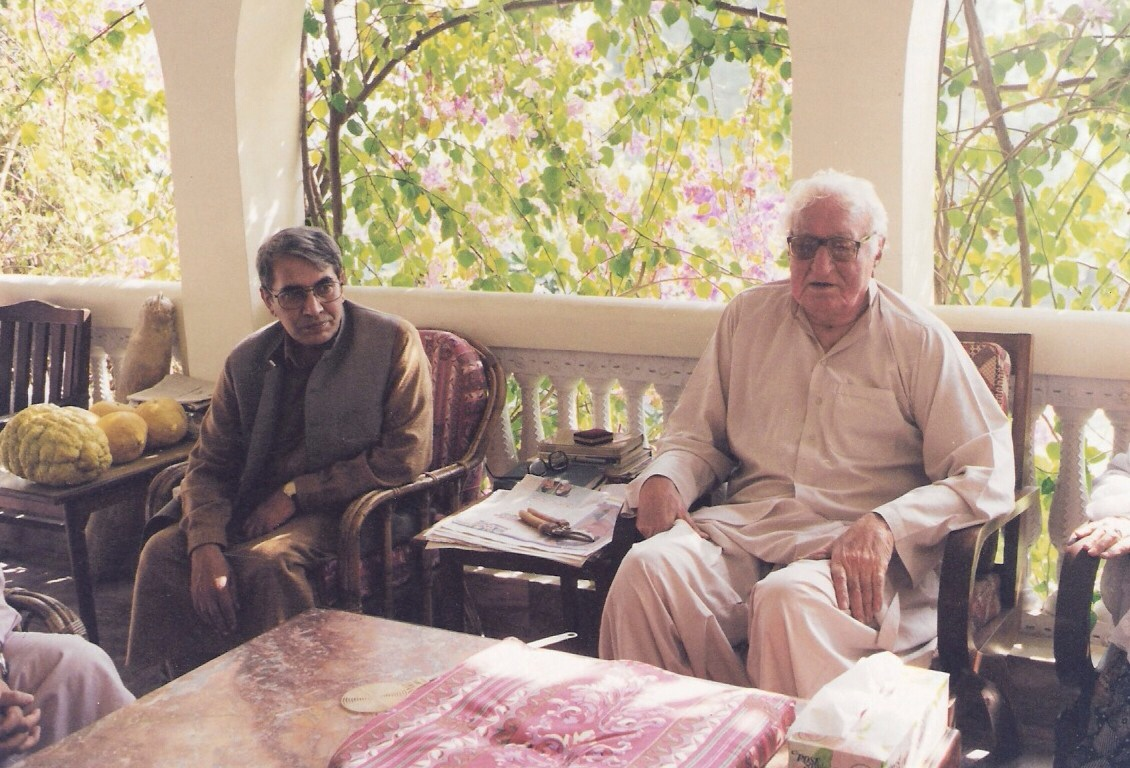
Abdul Wali Khan avec Kabir Stori

Khan Abdul Wali Khan (en ourdou : خان عبدالولی خان), né le 11 janvier 1917 à Charsadda et mort le 26 janvier 2006 à Peshawar, est un homme politique pakistanais. Fils du leader pachtoune Khan Abdul Ghaffar Khan opposé aux Britanniques, il devient lui-même un important homme politique pakistanais en ayant mené plusieurs partis pro-Pachtounes.
Il est membre du Congrès national indien avant la Partition des Indes, puis s'oppose à divers gouvernements pakistanais et est emprisonné plus fois. Il prend la tête Parti national Awami dont il est un membre fondateur en 1986. Il a notamment été chef de l'opposition à l'Assemblée nationale deux fois.

## Jeunesse et éducation
Khan Abdul Wali Khan est né le 11 janvier 1917 à Utmanzai dans le district de Charsadda, près de Peshawar, dans la province de Khyber Pakhtunkhwa. Il est originaire d'une famille pachtoune de propriétaires terriens. Il est le deuxième des trois fils de Khan Abdul Ghaffar Khan, un leader nationaliste pachtoune qui fonde le Khudai Khidmatgar, un mouvement pacifiste opposé à l'Empire britannique. Il meurt le 20 janvier 1988 alors qu'il est assigné à résidence et a passé 26 ans en prison au total.
Wali Khan s'est marié en premières noces avec Taj Bibi avec qui il a deux enfants, dont Asfandyar Wali Khan, qui est son successeur politique. Sa femme meurt en 1949 alors qu'il est en prison, et il se remarie avec Nasim en 1954.

## Carrière politique

### Débuts

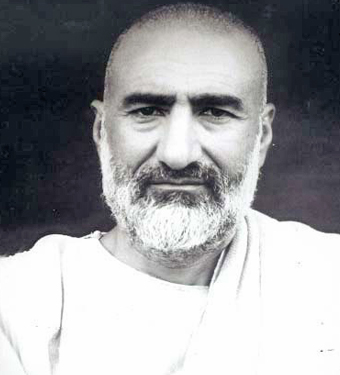
Khan Abdul Ghaffar Khan, père de Wali Khan.

Wali Khan commence sa politique en rejoignant le mouvement de son père, le Khudai Khidmatgar. Il rejoint ensuite le Congrès national indien et s'oppose à la partition des Indes et à l'appel Quit India. Après l'indépendance du Pakistan, il choisit de défendre l'autonomie d'une région pour les Pachtounes qui y vivent ainsi que l'instauration d'un système fédéral. S'opposant aux autorités, il est arrêté en 1948 puis libéré en 1953.

### Oppositions aux gouvernements successifs
En 1956, il rejoint en même temps que son père le Parti Awami national qui réunit des leaders Bengalis du Pakistan oriental. À la suite de désaccords entre Bengalis et Pachtounes, Wali Khan fait scission en 1967 et forme sa propre faction du Parti Awami national dont il devient président l'année suivante. Participant au mouvement de 1968, il est emprisonné de novembre 1968 à février 1969. Il est élu député lors des élections législatives de 1970 puis se tourne vers la Ligue Awami qui a gagné les élections grâce à son score dans le Pakistan oriental. À la suite de la guerre de libération du Pakistan oriental qui conduit à l'indépendance du Bangladesh, le parti est interdit en 1971 par le dirigeant militaire Muhammad Yahya Khan pour avoir tenté une alliance avec les futurs sécessionnistes. Wali Khan assouplit finalement progressivement sa ligne politique, acceptant par exemple l'ourdou comme langue nationale ou abandonnant l'idée d'une unique province pour représenter tous les Pachtounes du pays. De 1972 à 1975, il occupe de poste officiel de chef de l'opposition, élu par l'Assemblée nationale.
Entrant en conflit avec le Premier ministre Zulfikar Ali Bhutto, ce dernier accuse le parti Awami d'être impliqué dans le meurtre d'un ministre local du Parti du peuple pakistanais, ce qui conduit à l'interdiction du parti en 1975 et au « tribunal d'Hyderabad » qui condamne plusieurs leaders du mouvement dont Wali Khan et son fils Asfandyar Wali Khan à de lourdes peines de prison. Finalement, à la suite du coup d'État du 5 juillet 1977 du chef de l'armée Muhammad Zia-ul-Haq qui renverse Zulfikar Ali Bhutto, les leaders de l'Awami sont libérés dès 1978.

### Alliances et stabilisation
Soutenant d'abord le pouvoir militaire qui le fait libérer dans le début des années 1980, Wali Khan change brutalement de stratégie en 1986, quand il fonde le Parti national Awami en agrégeant plusieurs formations dont la sienne, puis surtout en rejoignant le Mouvement pour la restauration de la démocratie, qui s'oppose à Muhammad Zia-ul-Haq et dont la composante principale est le Parti du peuple pakistanais, dirigé par Benazir Bhutto. Continuant à s’allier avec ses anciens rivaux, Wali Khan est de nouveau élu député aux élections législatives de 1988 et son parti s'enracine durablement dans la province de la Frontière-du-Nord-Ouest, s'alliant alternativement avec le PPP ou la Ligue musulmane du Pakistan (N).
À la suite des élections législatives anticipées de 1990, Wali Khan perd son siège à l'Assemblée nationale, à la suite de quoi il se retire progressivement de la scène politique à l'âge de 73 ans, tout en continuant à jouer un rôle par le biais de sa femme et son fils Asfandyar Wali Khan. Ainsi, c'est sa femme qui met fin à l'alliance avec la Ligue musulmane (N) après le refus du gouvernement de Nawaz Sharif de changer le nom de leur province, et son fils prend la tête du parti national Awami en 1999.
Le 26 janvier 2006, Wali Khan meurt à l'âge de 89 ans.